# Clase Momi
La Clase Momi fue una clase de destructores de la Armada Imperial Japonesa compuesta por 21 unidades, que entraron en servicio tras la Primera Guerra Mundial y participaron en la Segunda Guerra Mundial. 

## Historia
En 1916, la Armada Imperial Japonesa dio las especificaciones de nuevos destructores de 1.ª y 2.ª categoría, dada esta por su desplazamiento y potencia de fuego, resultando las clases Minekaze y Momi respectivamente. Se trataba del primer diseño exclusivamente japonés, tras la experiencia adquirida de la inicial colaboración británica, y los buques chinos y rusos capturados en la primera guerra sino-japonesa y la guerra ruso-japonesa. 
Resultaron ser un desarrollo de la precedente Clase Enoki, empleando su casco, pero con mejoras de los simultáneos Clase Minekaze. El tamaño final era relativamente pequeño, comparable al de las corbetas británicas.
Con un tamaño menor, no se podían mantener las cuatro calderas de los Minekaze, que se vieron reducidas a tres. También se adoptaron turbinas directas Parsons, lo que conllevó una reducción de la potencia final a 21.500 HP, respecto a los 38.500 de los Minekaze. Asimismo, también se redujo la capacidad de carga de combustible, pasando de 400 a 275 toneladas.
Varias unidades no alcanzaron a ver acción en la Segunda Guerra Mundial. El mismo Momi fue devuelto a pruebas en 1932, el Warabi resultó hundido en una colisión con el crucero Jintsu, y los Kaya y Nashi fueron desguazados en 1939.
A partir de ese mismo año, varios Momi fueron recalificados como patrulleros y destinados a labores de escolta, siendo privados de una caldera, con lo que potencia bajó a 12.000 HP y la velocidad a tan sólo 18 nudos (33 km/h). También se les eliminaron los tubos lanzatorpedos, piezas artilleras y los dispositivos para desplegar minas, siendo sustituidas por seis antiaéreos de 25 mm, 36 cargas de profundidad y lanzadores para las mismas. Al perder la categoría de destructores, perdieron también el derecho a portar nombre, por lo que fueron numerados.
Otra modificación posterior les permitió transportar y lanzar una lancha de desembarco de 14 metros, y les dotó de acomodo para 150 soldados. Del mismo modo, otras unidades fueron convertidas en buques de apoyo y suministro.

## Destructores de la ClaseMomi
- Aoi
- Ashi
- Fuji
- Hagi
- Hasu
- Hishi
- Kaki
- Kaya
- Kiku
- Kuri
- Momi
- Nashi
- Nire
- Sumire
- Susuki
- Tade
- Take
- Tsuga
- Tsuta
- Warabi
- Yomogi